# Békés (comitaat)
Békés (Roemeens: Bichiş, Slowaaks: Békešská) is een comitaat in het zuidoosten van Hongarije. De hoofdstad is Békéscsaba. Het comitaat heeft 329.823 (2001) inwoners.

## Geografie
Het comitaat grenst in het oosten en zuiden aan de Roemeense regio Crișana (districten Bihor en Arad). Daarnaast grenst het aan de comitaten Csongrád in het zuidwesten, Jász-Nagykun-Szolnok in het noordwesten en Hajdú-Bihar in het noorden.
Békés ligt op de Grote Hongaarse Laagvlakte en is een vlak gebied met een vruchtbare bodem. Een vijfde van de aardgasvoorraden van Hongarije bevinden zich in Békés. De rivier de Körös, en de Snelle-, de Zwarte- en Witte Köros stromen door het comitaat.

## Geschiedenis
Het gebied wordt sinds 5000 tot 4000 v.Chr. bewoond. Voordat de Hongaarse stammen het gebied binnenvielen leefden er meerdere andere stammen en volkeren in dit gebied.
Het kasteel van Gyula werd in het begin van de vijftiende eeuw gebouwd. Gyula was rond die tijd de belangrijkste stad in het comitaat en werd de hoofdstad tijdens de regeerperiode van Matthias Corvinus. Tijdens de Ottomaanse oorlogen was het een belangrijk fort, maar werd uiteindelijk in 1566 door de Ottomanen veroverd. Gedurende deze periode werden er enkele steden in het gebied verwoest en vluchtte een groot deel van de bevolking. Anderen werden vermoord of verhongerden.
In het begin van de achttiende eeuw, nadat de Ottomanen waren verdreven, werd het comitaat opnieuw bevolkt, niet alleen met Hongaren, maar ook met Slowaken (in de steden Békéscsaba, Endrőd, Szarvas en Tótkomlós), Serviërs (Battonya), Duitsers (Németgyula en Elek) en Roemenen (Kétegyháza). Het grootste deel van de niet-Hongaarse bevolking werden echter in het midden van de negentiende eeuw geassimileerd.
Door de belang op landbouwgebied en de nieuwe spoorlijn tussen Pest en Békéscsaba, die klaar was in 1858, werd Békés ontwikkeld. Dit werd versneld, nadat Hongarije na de Eerste Wereldoorlog gebied had verloren aan onder andere Roemenië, en Békéscsaba de rol van de verloren steden moest overnemen.
De bevolkingsgroei had zijn hoogtepunt in 1950, toen er 472.000 mensen in het comitaat woonden. Datzelfde jaar werd Békéscsaba de hoofdstad ten koste van de oude hoofdstad Gyula. Gedurende de jaren daarna werd het comitaat, zoals de rest van Hongarije geïndustrialiseerd en ging de bevolking zich meer concentreren in de steden.

## Bevolking
De bevolking van het comitaat Békés bereikte in 1941 een hoogtepunt. Sindsdien daalt het aantal inwoners.
|                  | 1870    | 1880    | 1890    | 1900    | 1910    | 1920    | 1930    | 1941    | 1949    | 1960    | 1970    | 1980    | 1990    | 2001    | 2011    |
| ---------------- | ------- | ------- | ------- | ------- | ------- | ------- | ------- | ------- | ------- | ------- | ------- | ------- | ------- | ------- | ------- |
| Békés (comitaat) | 284.589 | 310.266 | 356.665 | 389.095 | 417.127 | 436.348 | 465.557 | 477.240 | 471.561 | 467.861 | 446.405 | 436.910 | 411.887 | 397.791 | 359.948 |

### Bevolkingssamenstelling
Naast de Hongaarse meerderheid, zijn de belangrijkste minderheden de Slowaken (ongeveer 7.000), Zigeuners (5.000), Roemenen (4.000), Duitsers (1.500) en de Serviërs (400).

### Religieuze samenstelling
In 1930 had het comitaat Békés een protestantse meerderheid (58%) en een vrij grote katholieke minderheid (36%). Verder vormden  orthodoxen en  joden  gezamenlijk zo'n 5% van de bevolking.
|                                  | volkstelling 1930 | volkstelling 1949 | volkstelling 2001 | volkstelling 2011 |
| Aantal                           | Aantal            | Aantal            | Aantal            |                   |
| -------------------------------- | ----------------- | ----------------- | ----------------- | ----------------- |
| Katholicisme (totaal)            | 167.543           | 185.901           | 108.351           | 70.307            |
| Rooms-Katholieke Kerk            | 165.879           | 183.939           | 106.309           | 69.478            |
| Hongaarse Grieks-Katholieke Kerk | 1.664             | 1.962             | 2.035             | 809               |
| Calvinisme                       | 145.559           | 156.609           | 72.843            | 46.366            |
| Lutheranisme                     | 124.849           | 106.335           | 45.125            | 27.870            |
| Orthodoxe Kerk                   | 16.257            | 13.638            | 4.375             | 3.491             |
| Jodendom                         | 8.191             | 1.900             | 75                | 74                |
| Overige kerkgenootschappen       | 2.842             | 4.606             | 5.439             | 6.862             |
| Ongodsdienstig/geen antwoord     | 316               | 543               | 161.583           | 204.978           |
| Békés (totaal)                   | 465.557           | 469.532           | 397.791           | 359.948           |

Tegenwoordig is de meerderheid van de bevolking ongodsdienstig (57% in 2011). Ongeveer 40% is christelijk, waarvan de helft protestants en de andere helft katholiek. Verder heeft de Orthodoxe Kerk verhoudingsgewijs de meeste aanhangers in Békés (1% van de totale bevolking). De joodse gemeenschap van Békés is nagenoeg bijna verdwenen.

## Járások (districten)
| - Békéscsaba - Békés - Gyomaendrőd - Gyula - Mezőkovácsháza |  | - Orosháza - Sarkad - Szarvas - Szeghalom |

## Steden en dorpen

### Stad met comitaatsrecht
- Békéscsaba

### Andere steden
(gesorteerd naar bevolkingsomvang, volgens de census van 2001)
| - Gyula (32.967)       |  | - Vésztő (7.656)         |
| - Orosháza (32.052)    |  | - Mezőkovácsháza (7.026) |
| - Békés (21.657)       |  | - Battonya (6.747)       |
| - Szarvas (18.563)     |  | - Tótkomlós (6.638)      |
| - Gyomaendrőd (15.523) |  | - Füzesgyarmat (6.565)   |
| - Mezőberény (11.551)  |  | - Mezőhegyes (6.355)     |
| - Sarkad (10.959)      |  | - Csorvás (5.765)        |
| - Szeghalom (10.201)   |  | - Elek (5.583)           |
| - Dévaványa (8.986)    |  |                          |

### Dorpen
| - Almáskamarás     |  | - Doboz      |  | - Kardoskút        |  | - Köröstarcsa      |  | - Méhkerék        |  | - Szabadkígyós  |  |
| - Békéssámson      |  | - Dombegyház |  | - Kaszaper         |  | - Körösújfalu      |  | - Murony          |  | - Tarhos        |  |
| - Békésszentandrás |  | - Dombiratos |  | - Kertészsziget    |  | - Kötegyán         |  | - Nagybánhegyes   |  | - Telekgerendás |  |
| - Bélmegyer        |  | - Ecsegfalva |  | - Kétegyháza       |  | - Kunágota         |  | - Nagykamarás     |  | - Újkígyós      |  |
| - Biharugra        |  | - Gádoros    |  | - Kétsoprony       |  | - Lőkösháza        |  | - Nagyszénás      |  | - Újszalonta    |  |
| - Bucsa            |  | - Gerendás   |  | - Kevermes         |  | - Magyarbánhegyes  |  | - Okány           |  | - Végegyháza    |  |
| - Csabacsűd        |  | - Geszt      |  | - Kisdombegyház    |  | - Magyardombegyház |  | - Örménykút       |  | - Zsadány       |  |
| - Csabaszabadi     |  | - Hunya      |  | - Kondoros         |  | - Medgyesbodzás    |  | - Pusztaföldvár   |  |                 |  |
| - Csanádapáca      |  | - Kamut      |  | - Körösladány      |  | - Medgyesegyháza   |  | - Pusztaottlaka   |  |                 |  |
| - Csárdaszállás    |  | - Kardos     |  | - Körösnagyharsány |  | - Mezőgyán         |  | - Sarkadkeresztúr |  | - Erzsébethely  |  |